# Izu Velodrome
Das Izu Velodrome (jap. 伊豆ベロドローム, Izu Berodorōmu) ist eine Halle mit Radrennbahn im japanischen Izu und ein Teil des Japan Cycle Sports Center.
Das Velodrom beherbergt die erste Radrennbahn in Japan, die den Standards des Weltradsportverbandes Union Cycliste Internationale für internationale Wettbewerbe entspricht. Sie ist 250 Meter lang und ihr Belag aus Holz. Die Halle wurde vom US-amerikanischen Architekturbüro Gensler Architects entworfen; der deutsche Architekt Ralph Schürmann aus Münster plante die Bahn und führte den Bau des Velodroms durch. Die Kosten wurden zum Teil durch eine Memorial Plaque Project gedeckt, bei dem sich rund 2000 Menschen gegen Gebühr an einer Mauer mit ihrem Namen verewigen konnten. Der Innenraum der Bahn kann auch für andere Sportarten genutzt werden.
Das Velodrom wurde am 29. Oktober 2011 mit einer hochkarätig besetzten „Track Party“ eröffnet. Unter den Startern befanden sich prominente Fahrer wie Theo Bos, Elia Viviani und Nicole Cooke.
In der Halle ist auch ein World Cycling Centre der UCI beheimatet, in einer Kooperation mit Japanischen Olympischen Komitee, der Japan Keirin Association und der Japan Cycling Federation. Seitdem wurden dort rund 800 Sportler aus 22 verschiedenen nationalen Verbänden Asiens trainiert.
Zwar gibt es 45 Radrennbahnen in Japan, die allerdings mit Längen von 333, 400 oder 500 Metern Wettbewerben im Keirin dienen und nicht über die international übliche Länge von 250 Metern verfügen. Bis auf drei Bahnen sind alle offen und haben einen Belag aus Asphalt.
Für die Olympischen Spiele 2020 in Tokio war zunächst geplant, eine mobile Radrennbahn in Ariake (Präfektur Tokio) zu errichten. Im Sinne von Nachhaltigkeit und Kostensenkung stimmte das IOC aber im Dezember 2015 zu, die Wettbewerbe im Bahnradsport im 120 Kilometer entfernten Izu Velodrome stattfinden zu lassen.

## Galerie

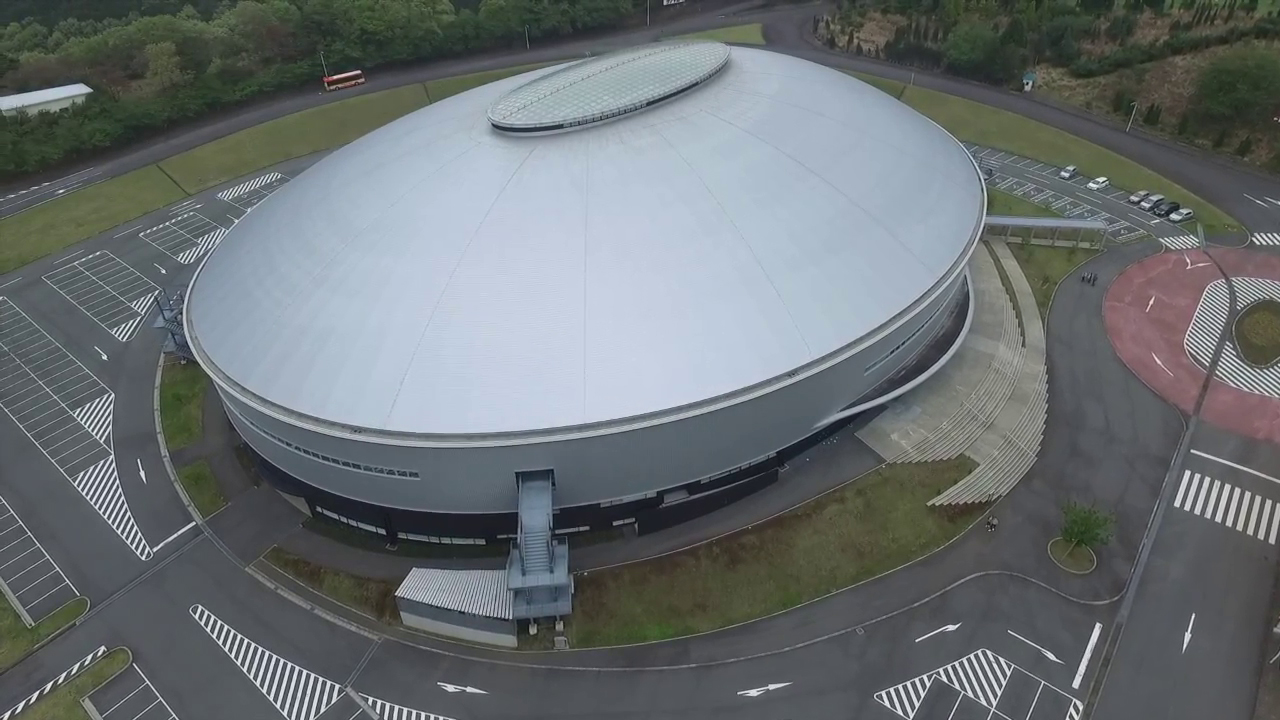
Luftaufnahme
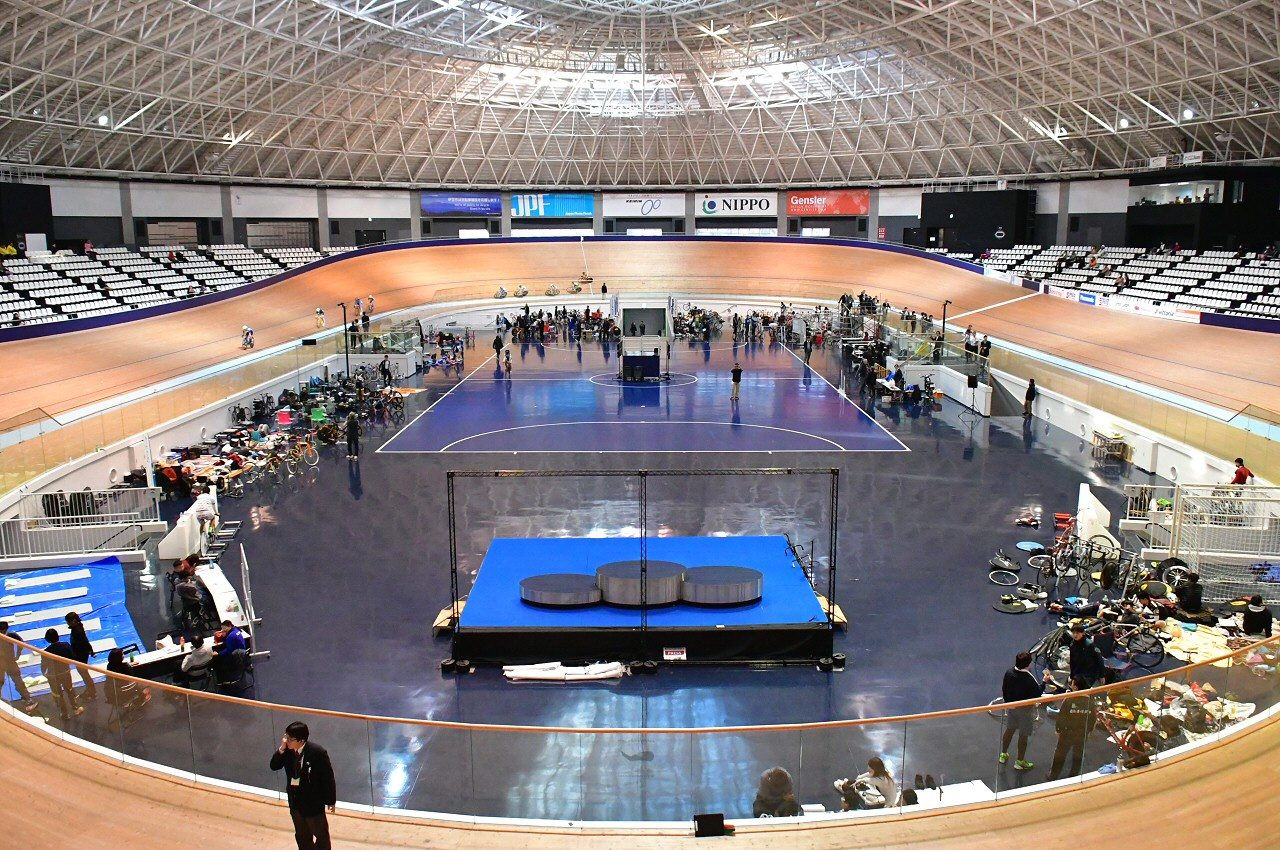
Innenraum
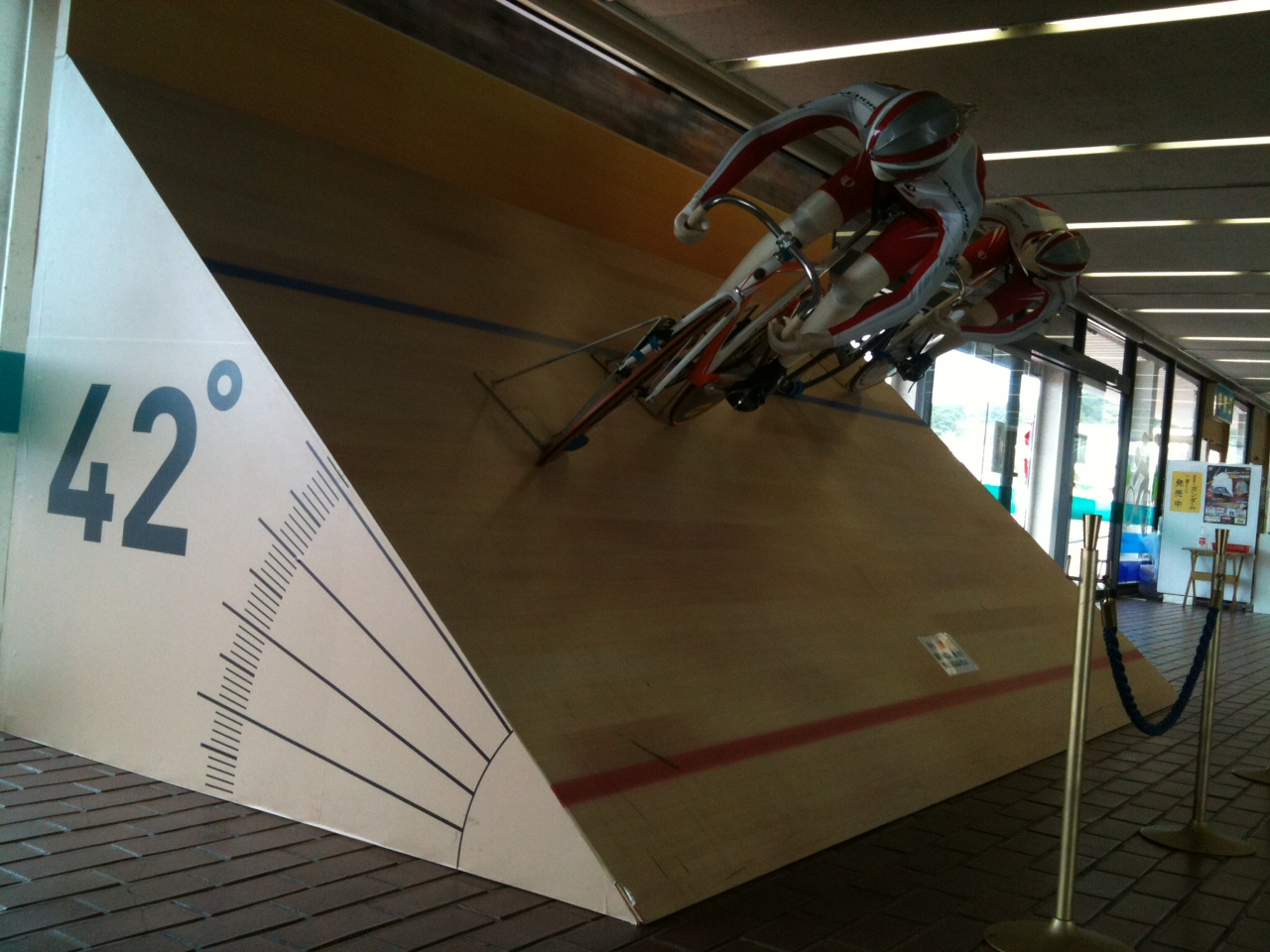
Modell der Radrennbahn